# Élections législatives de 1981 dans le Haut-Rhin
Les élections législatives françaises de 1981 dans le Haut-Rhin se déroulent les 14 et 21 juin 1981.

## Élus
| Circonscription | Député sortant    | Parti | Parti      | Député élu ou réélu | Parti | Parti     |
| --------------- | ----------------- | ----- | ---------- | ------------------- | ----- | --------- |
| 1re             | Jean-Paul Fuchs   |       | UDF (CDS)  | Jean-Paul Fuchs     |       | UDF (CDS) |
| 2e              | Charles Haby      |       | RPR        | Charles Haby        |       | RPR       |
| 3e              | Pierre Weisenhorn |       | RPR        | Pierre Weisenhorn   |       | RPR       |
| 4e              | Émile Muller      |       | UDF (MDSF) | Jean-Marie Bockel   |       | PS        |
| 5e              | Antoine Gissinger |       | RPR        | Antoine Gissinger   |       | RPR       |

## Positionnement des partis
La majorité sortante UDF-RPR-CNIP se présente sous le sigle « Union pour la nouvelle majorité », le Parti socialiste unifié sous l'étiquette « Alternative 81 ».

## Résultats

### Résultats à l'échelle du département
| Parti          | Parti                                      | Premier tour | Premier tour | Second tour | Second tour | Sièges |
| Parti          | Parti                                      | Voix         | %            | Voix        | %           | Sièges |
| -------------- | ------------------------------------------ | ------------ | ------------ | ----------- | ----------- | ------ |
|                | Rassemblement pour la République           | 76 686       | 29,09        | 101 366     | 44,75       | 3      |
|                | Union pour la démocratie française         | 46 640       | 17,69        |             |             | 1      |
|                | Divers droite                              | 28 616       | 10,85        | 23 665      | 10,45       | 0      |
|                | Union pour la nouvelle majorité            | 151 942      | 57,64        | 125 031     | 55,20       | 4      |
|                |                                            |              |              |             |             |        |
|                | Parti socialiste                           | 84 046       | 31,88        | 101 469     | 44,80       | 1      |
|                | Parti communiste français                  | 9 289        | 3,52         |             |             | 0      |
|                | Majorité présidentielle                    | 93 335       | 35,41        | 101 469     | 44,80       | 1      |
|                |                                            |              |              |             |             |        |
|                | Divers écologiste (Aujourd'hui l'écologie) | 13 502       | 5,12         |             |             | 0      |
|                | Divers gauche                              | 2 800        | 1,06         | 0           |             |        |
|                | Mouvement populaire alsacien               | 646          | 0,24         | 0           |             |        |
|                | Lutte ouvrière                             | 469          | 0,18         | 0           |             |        |
|                | Extrême droite                             | 469          | 0,18         | 0           |             |        |
|                | Parti socialiste unifié                    | 425          | 0,16         | 0           |             |        |
|                |                                            |              |              |             |             |        |
| Inscrits       | Inscrits                                   | 414 244      | 100,00       | 333 938     | 100,00      | 5      |
| Abstentions    | Abstentions                                | 145 123      | 35,03        | 101 248     | 30,32       |        |
| Votants        | Votants                                    | 269 121      | 64,97        | 232 690     | 69,68       |        |
| Blancs et nuls | Blancs et nuls                             | 5 533        | 2,06         | 6 190       | 2,66        |        |
| Exprimés       | Exprimés                                   | 263 588      | 97,94        | 226 500     | 97,34       |        |

### Résultats par circonscription

#### Première circonscription (Colmar)
|                | Jean-Paul Fuchs sortant réélu | UDF (CDS)      | 33 131 | 61,10  |  |  |  |
|                | Bernard Wemaere               | PS             | 17 010 | 31,37  |  |  |  |
|                | Paul Burg                     | MÉP            | 2 439  | 4,50   |  |  |  |
|                | Robert Bickard                | PCF            | 1 177  | 2,17   |  |  |  |
|                | Jean-Jacques Fleck            | Extrême droite | 469    | 0,86   |  |  |  |
|                |                               |                |        |        |  |  |  |
| Inscrits       | Inscrits                      | Inscrits       | 80 298 | 100,00 |  |  |  |
| Abstentions    | Abstentions                   | Abstentions    | 24 958 | 31,08  |  |  |  |
| Votants        | Votants                       | Votants        | 55 340 | 68,92  |  |  |  |
| Blancs et nuls | Blancs et nuls                | Blancs et nuls | 1 114  | 2,01   |  |  |  |
| Exprimés       | Exprimés                      | Exprimés       | 54 226 | 97,99  |  |  |  |

#### Deuxième circonscription (Guebwiller)
| Candidat       | Candidat                   | Parti          | Premier tour | Premier tour | Second tour | Second tour |  |
| Candidat       | Candidat                   | Parti          | Voix         | %            | Voix        | %           |  |
| -------------- | -------------------------- | -------------- | ------------ | ------------ | ----------- | ----------- |  |
|                | Charles Haby sortant réélu | RPR (UNM)      | 22 447       | 45,83        | 29 497      | 57,11       |  |
|                | Jacques Gaillard           | PS             | 16 061       | 32,79        | 22 152      | 42,89       |  |
|                | Jean-Martin Jaeglé         | UDF (PR)       | 5 412        | 11,05        |             |             |  |
|                | Henri Bannwarth            | MÉP            | 2 736        | 5,58         |             |             |  |
|                | Guy Buecher                | PCF            | 1 680        | 3,43         |             |             |  |
|                | Daniel Better              | Régionaliste   | 646          | 1,32         |             |             |  |
|                |                            |                |              |              |             |             |  |
| Inscrits       | Inscrits                   | Inscrits       | 72 539       | 100,00       | 72 538      | 100,00      |  |
| Abstentions    | Abstentions                | Abstentions    | 22 436       | 30,93        | 19 544      | 26,94       |  |
| Votants        | Votants                    | Votants        | 50 103       | 69,07        | 52 994      | 73,06       |  |
| Blancs et nuls | Blancs et nuls             | Blancs et nuls | 1 121        | 2,24         | 1 345       | 2,54        |  |
| Exprimés       | Exprimés                   | Exprimés       | 48 982       | 97,76        | 51 649      | 97,46       |  |

#### Troisième circonscription (Thann - Altkirch)
| Candidat       | Candidat                        | Parti          | Premier tour | Premier tour | Second tour | Second tour |  |
| Candidat       | Candidat                        | Parti          | Voix         | %            | Voix        | %           |  |
| -------------- | ------------------------------- | -------------- | ------------ | ------------ | ----------- | ----------- |  |
|                | Pierre Weisenhorn sortant réélu | RPR (UNM)      | 24 627       | 42,62        | 34 571      | 55,95       |  |
|                | Jean-Pierre Baeumler            | PS             | 18 446       | 31,92        | 27 213      | 44,04       |  |
|                | Jean-Luc Reitzer                | diss. RPR      | 10 046       | 17,39        |             |             |  |
|                | Solange Fernex                  | MÉP            | 2 909        | 5,03         |             |             |  |
|                | Auguste Bechler                 | PCF            | 1 752        | 3,03         |             |             |  |
|                |                                 |                |              |              |             |             |  |
| Inscrits       | Inscrits                        | Inscrits       | 85 657       | 100,00       | 85 654      | 100,00      |  |
| Abstentions    | Abstentions                     | Abstentions    | 26 773       | 31,26        | 22 173      | 25,89       |  |
| Votants        | Votants                         | Votants        | 58 884       | 68,74        | 63 481      | 74,11       |  |
| Blancs et nuls | Blancs et nuls                  | Blancs et nuls | 1 104        | 1,87         | 1 697       | 2,67        |  |
| Exprimés       | Exprimés                        | Exprimés       | 57 780       | 98,13        | 61 784      | 97,33       |  |

#### Quatrième circonscription (Mulhouse)
| Candidat       | Candidat              | Parti               | Premier tour | Premier tour | Second tour | Second tour |  |
| Candidat       | Candidat              | Parti               | Voix         | %            | Voix        | %           |  |
| -------------- | --------------------- | ------------------- | ------------ | ------------ | ----------- | ----------- |  |
|                | Jean-Marie Bockel élu | PS                  | 14 629       | 34,07        | 24 046      | 50,40       |  |
|                | Alphonse Kienzler     | Divers droite (UNM) | 10 659       | 24,82        | 23 665      | 49,60       |  |
|                | Émile Muller sortant  | UDF (MDSF)          | 8 097        | 18,85        |             |             |  |
|                | Laurent Horter        | RPR                 | 4 554        | 10,60        |             |             |  |
|                | Antoine Waechter      | MÉP                 | 2 371        | 5,52         |             |             |  |
|                | Aimé Muré             | PCF                 | 1 739        | 4,05         |             |             |  |
|                | Jean-Marie Pheulpin   | LO                  | 469          | 1,09         |             |             |  |
|                | André Dirr            | PSU                 | 425          | 0,99         |             |             |  |
|                |                       |                     |              |              |             |             |  |
| Inscrits       | Inscrits              | Inscrits            | 75 901       | 100,00       | 75 901      | 100,00      |  |
| Abstentions    | Abstentions           | Abstentions         | 31 948       | 42,09        | 26 744      | 35,24       |  |
| Votants        | Votants               | Votants             | 43 953       | 57,91        | 49 157      | 64,76       |  |
| Blancs et nuls | Blancs et nuls        | Blancs et nuls      | 1 010        | 2,3          | 1 446       | 2,94        |  |
| Exprimés       | Exprimés              | Exprimés            | 42 943       | 97,7         | 47 711      | 97,06       |  |

#### Cinquième circonscription (Wittenheim)
| Candidat       | Candidat                        | Parti             | Premier tour | Premier tour | Second tour | Second tour |  |
| Candidat       | Candidat                        | Parti             | Voix         | %            | Voix        | %           |  |
| -------------- | ------------------------------- | ----------------- | ------------ | ------------ | ----------- | ----------- |  |
|                | Antoine Gissinger sortant réélu | RPR (UNM)         | 25 058       | 42,00        | 37 298      | 57,07       |  |
|                | Lucille Richert                 | PS                | 17 900       | 30,00        | 28 058      | 42,93       |  |
|                | Jean-Jacques Weber              | Divers droite     | 7 911        | 13,26        |             |             |  |
|                | Henri Jenn                      | Divers écologiste | 3 047        | 5,11         |             |             |  |
|                | Maurice Haffner                 | PCF               | 2 941        | 4,93         |             |             |  |
|                | Bernard Simon                   | Divers gauche     | 2 800        | 4,69         |             |             |  |
|                |                                 |                   |              |              |             |             |  |
| Inscrits       | Inscrits                        | Inscrits          | 99 849       | 100,00       | 99 845      | 100,00      |  |
| Abstentions    | Abstentions                     | Abstentions       | 39 008       | 39,07        | 32 787      | 32,84       |  |
| Votants        | Votants                         | Votants           | 60 841       | 60,93        | 67 058      | 67,16       |  |
| Blancs et nuls | Blancs et nuls                  | Blancs et nuls    | 1 184        | 1,95         | 1 702       | 2,54        |  |
| Exprimés       | Exprimés                        | Exprimés          | 59 657       | 98,05        | 65 356      | 97,46       |  |